# Binturong
Binturongen også kaldet bjørnekatten (Arctictis binturong) er en palmeruller i familien af desmerdyr. Den bliver 60-95 cm lang og vejer 9-14 kg.